# Władysław Szerner

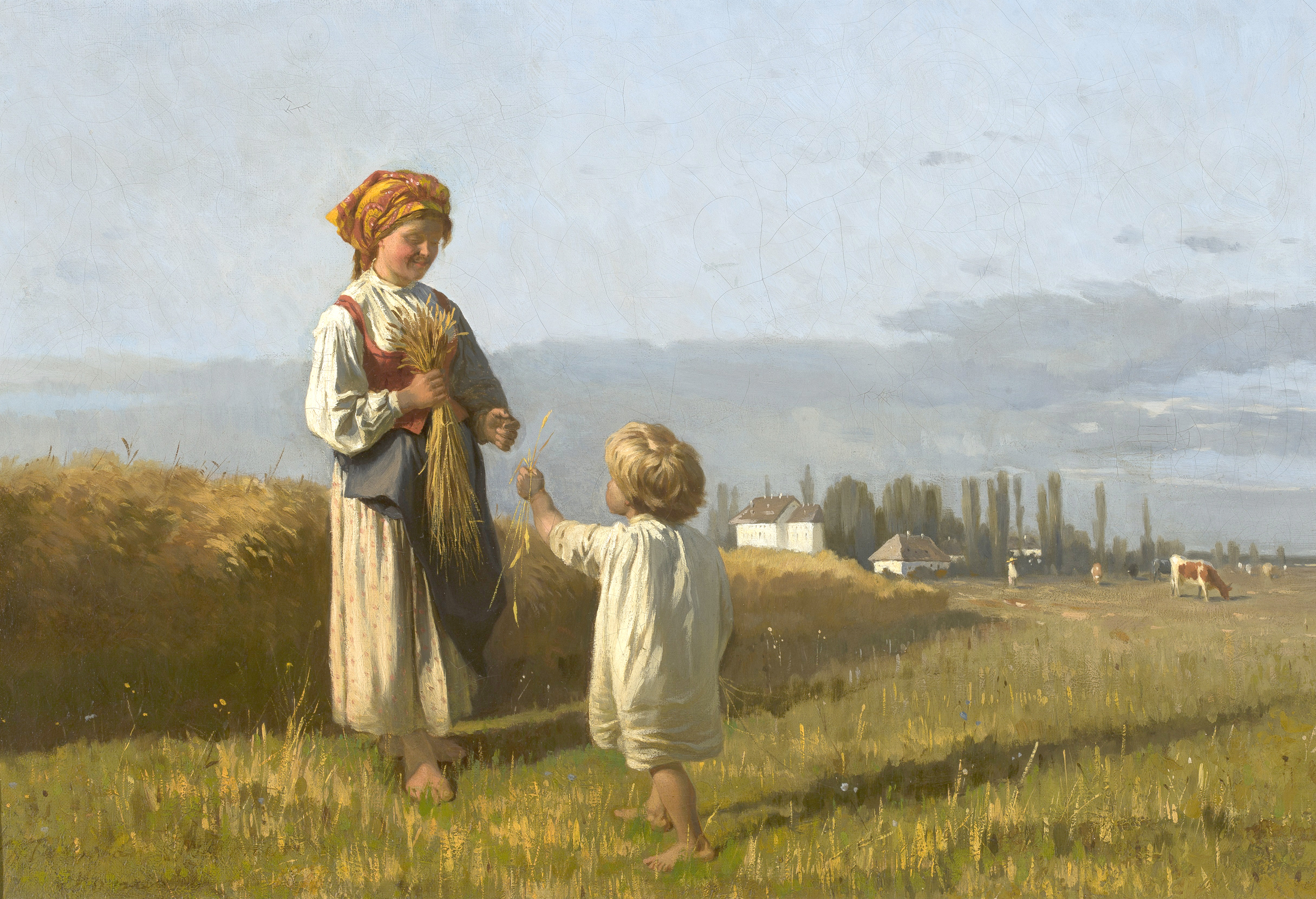
Après la recolte, ~1900, Musée national de Varsovie.

Władysław Szerner (Varsovie, 3 juin 1836-Unterhaching, 4 janvier 1915) était un peintre polonais.

## Biographie
Il étudia à l'Académie des beaux-arts de Varsovie depuis 1862 et depuis 1865 à l'Académie des beaux-arts de Munich.
Après sa formation, il resta à Munich et travailla surtout comme peintre équestre. Il voyagea à travers la Volhynie et l'Ukraine avec son ami Józef Brandt.
Il fut membre de l'Association d'art de Munich (de) (1874-1909)
Son fils, Władysław Karol Szerner (pl) (1870—1936), était aussi peintre; il signait normalement comme Władysław Szerner Jr. et copiait souvent les œuvres de son père.